# Kelly Marie Tran
Kelly Marie Tran (San Diego, 17 de janeiro de 1989) é uma atriz americana. Iniciou sua carreira cinematográfica ao atuar em inúmeros curtas-metragens, mas recebeu destaque por interpretar Rose Tico em Star Wars: The Last Jedi.

## Filmografia
| Ano  | Título                           | Papel               |
| ---- | -------------------------------- | ------------------- |
| 2011 | Hot Girls on the Beach           | Boba Chick          |
| 2012 | The Cohasset Snuff Film          | Christine Chan      |
| 2016 | XOXO                             | Butterfly Rave Girl |
| 2017 | Star Wars: The Last Jedi         | Rose Tico           |
| 2019 | Star Wars: The Rise of Skywalker | Rose Tico           |
| 2021 | Raya e o Último Dragão           | Raya (voz)          |
| 2021 | The Croods: A New Age            | Aurora (voz)        |
| 2025 | The Wedding Banquet              | Angela              |

| Ano         | Título                                         | Papel                      | Notas                   |
| ----------- | ---------------------------------------------- | -------------------------- | ----------------------- |
| 2011        | Vincent Kosmos: The Time-Thief                 | Maria                      | Temporada 5 ep 13       |
| 2011        | This Indie Thing                               | Hero Girl                  | Temporada 2 ep 5        |
| 2012        | Incredible Crew                                | Noiva                      | Temporada 1 ep 5        |
| 2012        | Fabulous High                                  | Sierra Mar Student         | Filme para Tv           |
| 2013-2015   | Ladies Like Us                                 | Kelly / Larry              |                         |
| 2014        | Um Grande Garoto                               | Marguerite                 | Temporada 1 ep 5 e 13   |
| 2014        | Hope & Randy                                   | Tina                       | Minissérie              |
| 2014        | Currently Cool                                 | Jenny                      | Temporada 1 ep 2        |
| 2014        | To the Bridge                                  | Lydia                      | Temporada 1 ep 1        |
| 2014 - 2016 | CollegeHumor Originals                         | Full Asian / Kate / Kelly  |                         |
| 2014 - 2016 | Gortimer Gibbon's Life on Normal Street        | Sara                       |                         |
| 2015        | Comedy Bang! Bang!                             | Teen Friend                | Temporada 4 ep 18       |
| 2015        | Ladies Like Us: The Rise of Neighborhood Watch | Larry                      | Temporada 1 ep 1-2      |
| 2015        | Adam Ruins Everything                          | Sharon / Phone Woman       | Temporada 1 ep 1 e 10   |
| 2015        | Discount Fitness                               | Betsy                      | Temporada 1 ep 2        |
| 2016        | History of the World... For Now                | Daughter                   | Temporada 1 ep 4        |
| 2016        | Fall Into Me                                   | Eva                        | Temporada 1 ep 2        |
| 2016        | Sing It!                                       | Twinkle Twinkle Auditioner | Temporada 1 ep 1        |
| 2016        | Pub Quiz                                       | Asia                       | Filme para Tv           |
| 2018        | Star Wars: Forças do Destino                   | Rose Tico                  | Dublagem                |
| 2018        | Lego Star Wars: All-Stars                      | Rose Tico                  | Dublagem                |
| 2018 - 2019 | Sorry for Your Loss                            | Jules Shaw                 |                         |
| 2020        | Monsterland                                    | Lauren                     | Temporada 1 ep 7        |
| 2020        | LEGO Star Wars: Especial de Festas             | Rose Tico                  | Filme para Tv, Dublagem |
| 2021        | Monsters at Work                               | Val Little                 | Dublagem, Pós produção  |

| Ano  | Título                           | Papel          | Notas    |
| ---- | -------------------------------- | -------------- | -------- |
| 2011 | Untouchable                      | Jamie          |          |
| 2011 | The Rising Cost of Cosmetics     | Chun Hei Park  |          |
| 2011 | Impressions                      | Alice          |          |
| 2013 | Andy's CDs                       | Kelly          |          |
| 2015 | Discount Fitness                 |                |          |
| 2020 | Dear Diary: World's First Pranks | Dawn Betterman | Dublagem |